# Gerichtsbezirk Cavalese
Der Gerichtsbezirk Cavalese war ein dem Bezirksgericht Cavalese unterstehender Gerichtsbezirk in der Gefürsteten Grafschaft Tirol. Der Gerichtsbezirk umfasste das Fleimstal, war Teil des Trentino und gehörte zum Bezirk Cavalese.
Nach dem Ersten Weltkrieg musste Österreich den gesamten Gerichtsbezirk an Italien abtreten.

## Geschichte
Der Gerichtsbezirk Cavalese wurde durch eine 1849 beschlossene Kundmachung der Landes-Gerichts-Einführungs-Kommission geschaffen und umfasste ursprünglich die 18 Gemeinden Anterivo, Capriana, Carano, Castello, Cavalese, Dajano, Forno, Moena, Panchia, Predazzo, Rover, St. Lugano, Stramentizzo, Tesero, Trodena, Valfloriana, Varena und Ziano.
Der Gerichtsbezirk Cavalese bildete im Zuge der Trennung der politischen von der judikativen Verwaltung
ab 1868 gemeinsam mit dem Gerichtsbezirk Fassa den Bezirk Cavalese.
Der Gerichtsbezirk Cavalese wies 1869 eine Bevölkerung von 17.240 Personen auf.
1910 wurden für den Gerichtsbezirk 20.454 Personen ausgewiesen, von denen 1.770 Deutsch (8,6 %) und 18.365 Italienisch oder Ladinisch (89,8 %) als Umgangssprache angaben. Die deutschsprachige Minderheit lebte dabei vor allem in Predazzo, Cavalese, Truden und Altrei, wobei Truden und Altrei fast ausschließlich von Deutschsprachigen bewohnt waren.
Durch die Grenzbestimmungen des am 10. September 1919 abgeschlossenen Vertrages von Saint-Germain wurde der Gerichtsbezirk Cavalese zur Gänze Italien zugeschlagen.

## Gerichtssprengel
Der Gerichtssprengel umfasste 1910 die 18 Gemeinden Anterivo (Altrei), Capriana, Carano, Castello, Cavalese (Gablös), Daiano, Forno, Moena (Mojena), Panchià, Predazzo (Pardatsch), Rover-Carbonare, San Lugano, Stramentizzo, Tesero, Trodena (Truden), Valfloriana, Varena und Ziano.